# Verena C. Harksen

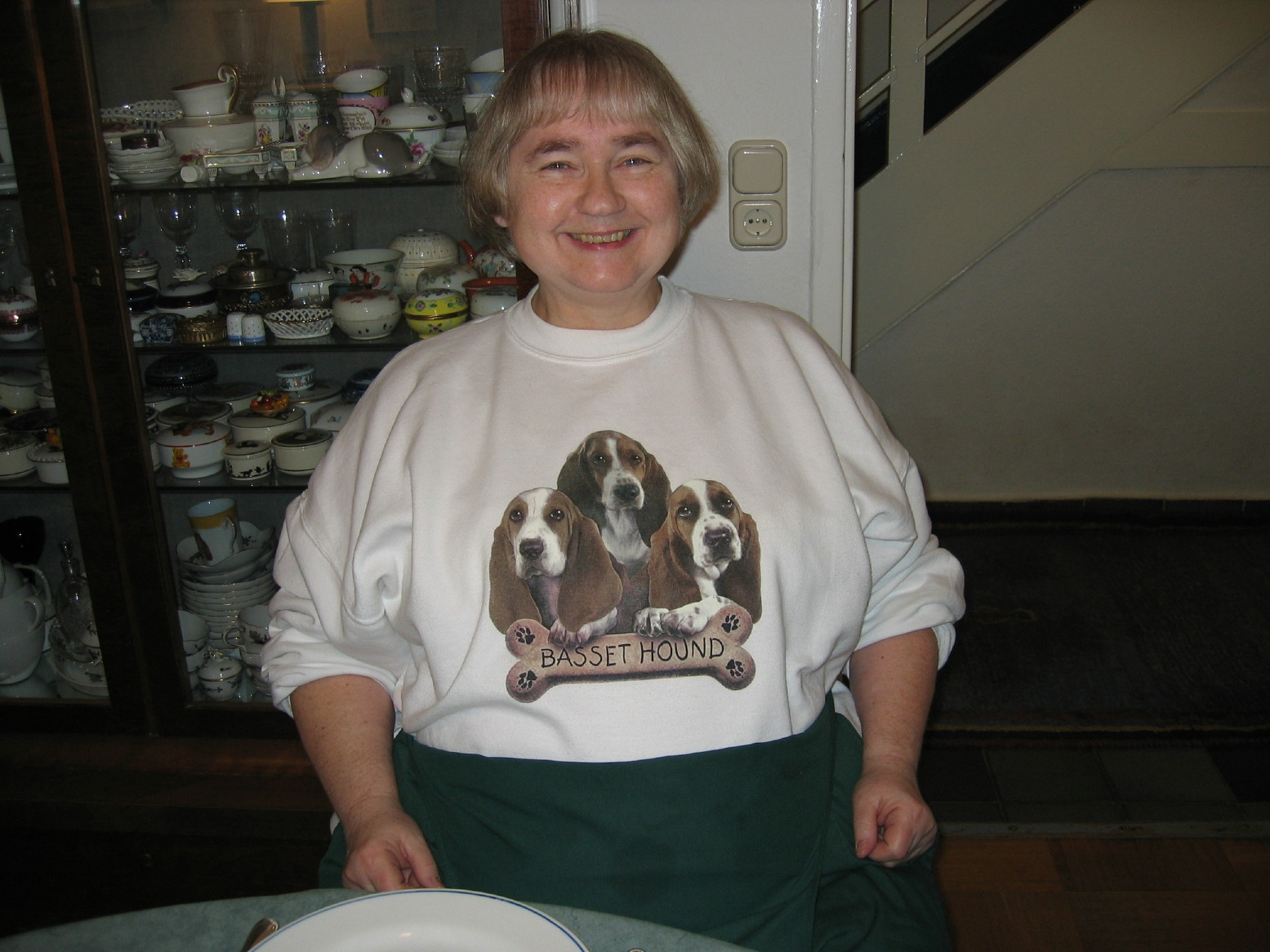
Verena C. Harksen, 2007

Verena Charlotte Harksen (* 17. Mai 1942 in Berlin; gebürtig Verena Charlotte Wussow) ist eine deutsche Übersetzerin, Herausgeberin und Schriftstellerin. Sie veröffentlicht auch unter dem Pseudonym Adelaide Nerev.

## Leben
Verena C. Harksen entstammt einer alten Berliner Juristenfamilie, die 1948 mit der Luftbrücke nach Frankfurt am Main kam und dann nach Kronberg im Taunus übersiedelte. Dort ging sie zur Schule. Ihr Abitur legte sie 1962 auf der Hermann-Lietz-Schule Schloss Hohenwehrda ab. Ein in Frankfurt begonnenes und in Würzburg fortgesetztes Studium der Rechtswissenschaft brach sie im sechsten Semester ab, um in der Versicherungsbranche zu arbeiten, zuerst für die Zürcher Versicherung, ab 1978 als Industriemaklerin für die Großindustrie. 1968 heiratete sie den Buchhändler Hans-Gustav Harksen. Seit 1969 ist sie nebenberuflich als Autorin und Rezensentin (u. a. für die Brigitte) tätig und übersetzte aus dem Englischen (Barbara Wood, Marion Zimmer Bradley, Tad Williams, Philip José Farmer, Arthur Lee Gould, Elizabeth Ann Scarborough u. a.). 1986 bis 1989 gab sie die Bibliothek der phantastischen Abenteuer im S. Fischer Verlag heraus, in der sie Terence H. White, Thorne Smith, Kingsley Amis, Peter Tremayne und andere teilweise erstmals auf Deutsch veröffentlichte.
Seit 1985 ist sie mit einem sogenannten Büro für literarische Gelegenheitsarbeiten selbständig, veröffentlicht Fantasy- und Science-Fiction-Erzählungen in Anthologien und schreibt gelegentlich Auftragsarbeiten (Romane zum Film).
Seit 1999 hat sie die Übersetzungen ruhen lassen, um sich ganz dem Romaneschreiben und der Gutachtertätigkeit zu widmen. Ihr Roman Die Westentaschenvenus wurde 2002 unter gleichem Titel mit Jeanette Hain in der Hauptrolle verfilmt (Regie: Kirsten Peters).

## Werke

### Romane
- 1990 Auf der Suche nach Phantasien (Roman zum Film Die unendliche Geschichte 2)
- 1992 Der große Bellheim (Roman zum Film, mit Dieter Wedel; auch ins Italienische übersetzt)
- 1999 Das Glück ist mollig
- 2002 Die Westentaschenvenus
- 2003 Der Diamantenmops

### Als Herausgeberin
- 1985 Das Land hinter den Spiegeln
- 1986 Der Drache hinter den Spiegeln
- 1986 Die Nacht der fünf Monde
- 1988 Der Rubin. Romantische deutsche Phantasien
- 1986–1989  Bibliothek der phantastischen Abenteuer (53 Bände)